# جان توماس (بازیکن فوتبال)
جان توماس (انگلیسی: John Thomas; ۲۳ اوت ۱۸۹۶ – ۹ دسامبر ۱۹۸۰) بازیکن فوتبال اهل جمهوری ایرلند بود.
از باشگاه‌هایی که در آن بازی کرده‌است می‌توان به باشگاه فوتبال بوهمیان اشاره کرد.
وی همچنین در تیم ملی فوتبال جمهوری ایرلند بازی کرده‌است.